# Weston (Branscombe)
Weston – osada w Anglii, w hrabstwie Devon, w dystrykcie East Devon.